# Portal Occidental de los Andes
El Portal Occidental de los Andes fue una barrera natural situada en el oeste de América del Sur durante gran parte del Cenozoico, desde el Eoceno hasta el Mioceno medio. Junto con el lago Pebas, los científicos creen que es uno de los factores que explican la gran biodiversidad del continente. Habría facilitado la separación de linajes andinos entre el norte y el centro de la cordillera. La formación de la Cordillera Oriental durante el Mioceno medio habría destruido esta barrera y contribuido a la creación del lago Pebas. La base de pruebas en la que se fundamenta la existencia del Portal Occidental de los Andes consiste en fósiles de organismos marinos, palinomorfos y paleosedimentos.